# Szteriwka
Szteriwka (ukr. Штерівка) – osiedle typu miejskiego na Ukrainie, w obwodzie ługańskim, w faktycznie niefunkcjonującym rejonie roweńkowskim, od 2014 pod kontrolą marionetkowej, zależnej od Rosji Ługańskiej Republiki Ludowej. W 2001 liczyło 1685 mieszkańców, spośród których 1076 wskazało jako ojczysty język ukraiński, 605 rosyjski, 2 białoruski, a 2 inny.